# Pisana oporuka pred svjedocima
Pisana oporuka pred svjedocima (alografska oporuka) je ona koja je napisana po kazivanju oporučitelja.
Spada u redovite oblike oporuke.
- Oporučitelj mora tako napisanu izjavu potpisati pred dva svjedoka (istodobno nazočna) izjavljujući da je isprava koju potpisuje njegova oporuka (Npr. "Ovo je moja oporuka i ja ju pred vama dvoje potpisujem"). Svjedoci ne moraju znati sadržaj oporuke.
- Nakon te izjave i potpisa oporučitelja, svjedoci stavljaju svoje potpise na samu oporuku (ne na kovertu).
- Ovu oporuku može načiniti oporučitelj koji zna čitati i pisati i u danom trenutku može čitati i pisati.

## Ostali oblici oporuka
- Vlastoručna (holografska) oporuka
- Javna oporuka
- Međunarodna oporuka
- Usmena oporuka

## Poveznice
- Oporuka